# Elisha Mathewson
Elisha Mathewson (Scituate, 1767. április 18. – Scituate, 1853. október 14.) az Amerikai Egyesült Államok szenátora (Rhode Island, 1807–1811).